# Saint-Senier-sous-Avranches
 Saint-Senier-sous-Avranches  es una población y comuna francesa, situada en la región de Baja Normandía, departamento de Mancha, en el distrito de Avranches y cantón de Avranches.

## Demografía
| 390 | 391 | 516 | 948 | 981 | 967 |
| Para los censos de 1962 a 1999 la población legal corresponde a la población sin duplicidades (Fuente: INSEE [Consultar]) |     |     |     |     |     |